# Феодосіївська сільська територіальна громада
Феодосіївська сільська територіальна громада — територіальна громада в Україні, в Обухівському районі Київської області. Адміністративний центр — село Ходосівка.
Площа громади — 115,15 км², населення — 13 238 осіб (2020).
Утворена 12 червня 2020 року шляхом об'єднання Гвоздівської, Іванковичівської, Рославичівської сільських рад Васильківського району та Лісниківської, Ходосівської, Хотівської сільських рад Києво-Святошинського району.

## Населені пункти
У складі громади 8 сіл:
- Гвоздів
- Іванковичі
- Кременище
- Круглик
- Лісники
- Рославичі
- Ходосівка
- Хотів

## Старостинські округи
- Гвоздівський
- Рославичівський
- Хотівський[3]